# (129102) Charliecamarotte
(129102) Charliecamarotte est un astéroïde de la ceinture principale.

## Description
(129102) Charliecamarotte est un astéroïde de la ceinture principale. Il fut découvert le 2 décembre 2004 aux monts Santa Catalina par le projet CSS (Catalina Sky Survey). Il présente une orbite caractérisée par un demi-grand axe de 2,90 UA, une excentricité de 0,07 et une inclinaison de 2,2° par rapport à l'écliptique.
Il est nommé d'après un contributeur de la mission OSIRIS-REx dont l'objet est l'étude de l'astéroïde (101955) Bénou.